# Rapporto Errori Modulazione
Il Rapporto Errori Modulazione, solitamente indicato con la scritta MER (dall'inglese Modulation error ratio), è una misura che rappresenta il rapporto tra la potenza media di un segnale e la potenza media del rumore presente nel segnale. Si tratta di un parametro che permette di quantificare in modo semplice le prestazioni di un dispositivo radio digitale (o TV digitale) che utilizza una modulazione digitale, come la QAM.
Il segnale inviato da un trasmettitore ideale o ricevuto da un ricevitore ideale avrebbe un diagramma di costellazione perfetto, e tutti i punti indicati in esso sarebbero nella posizione corretta. Tuttavia, nella pratica esistono vari fattori che rendono imperfetto questo segnale, come il rumore, il rumore di fase, la soppressione della portante, o le diverse distorsioni che possono insorgere.
Il MER di un trasmettitore può essere misurato grazie a delle apparecchiature apposite, che riescono a demodulare il segnale in modo simile a come farebbe un demodulatore radio reale.

## Definizione
Il MER, espresso in decibel, è uguale al logaritmo del rapporto tra il valore efficace della potenza complessiva del segnale ed il valore efficace della potenza dell'errore (in watt), il tutto moltiplicato per 10.
{\displaystyle \mathrm {MER(dB)} =10\log _{10}\left({P_{\mathrm {segnale} } \over P_{\mathrm {errore} }}\right)}
È anche possibile esprimere il MER in percentuale:
{\displaystyle \mathrm {MER(\%)} ={\sqrt {P_{\mathrm {errore} } \over P_{\mathrm {segnale} }}}\times 100\%}
Il MER è strettamente legato al rapporto segnale/rumore.